# 水东镇 (赣州市)
水东镇，是中华人民共和国江西省赣州市章贡区下辖的一个乡镇级行政单位。

## 行政区划
水东镇下辖以下地区：
水东社区、下沙窝社区、菜园坝社区、七里社区、赣铝社区、沿垇村、七里村、水东村、马祖岩村、红星村、正兴村和虎岗村。

## 交通
- 京九铁路、赣龙铁路、赣瑞龙铁路：赣州东站